# Castéra-Loubix
Pour les articles homonymes, voir Castéra et Loubix.
Castéra-Loubix (en béarnais Casterar-Lobish ou Castera-Loubich) est une commune française, située dans le département des Pyrénées-Atlantiques en région Nouvelle-Aquitaine.
Le gentilé est Castérais.

## Géographie

### Localisation
La commune de Castéra-Loubix se trouve dans le département des Pyrénées-Atlantiques, en région Nouvelle-Aquitaine.
Elle se situe à 36 km par la route de Pau, préfecture du département, et à 24 km de Morlaàs, bureau centralisateur du canton du Pays de Morlaàs et du Montanérès dont dépend la commune depuis 2015 pour les élections départementales. 
La commune fait en outre partie du bassin de vie de Vic-en-Bigorre.
Les communes les plus proches sont : 
Lamayou (2,3 km), Labatut-Figuières (2,6 km), Bentayou-Sérée (2,7 km), Luc-Armau (3,4 km), Monségur (3,6 km), Casteide-Doat (3,7 km), Maure (3,8 km), Sanous (4,0 km).
Sur le plan historique et culturel, Castéra-Loubix fait partie de la province du Béarn, qui fut également un État et qui présente une unité historique et culturelle à laquelle s’oppose une diversité frappante de paysages au relief tourmenté.

### Communes limitrophes
Les communes limitrophes sont  Bentayou-Sérée, Labatut-Figuières, Lamayou et Vidouze.
| Vidouze (Hautes-Pyrénées) |                | Labatut-Figuières |
|                           | Castéra-Loubix |                   |
| Bentayou-Sérée            |                | Lamayou           |

### Hydrographie

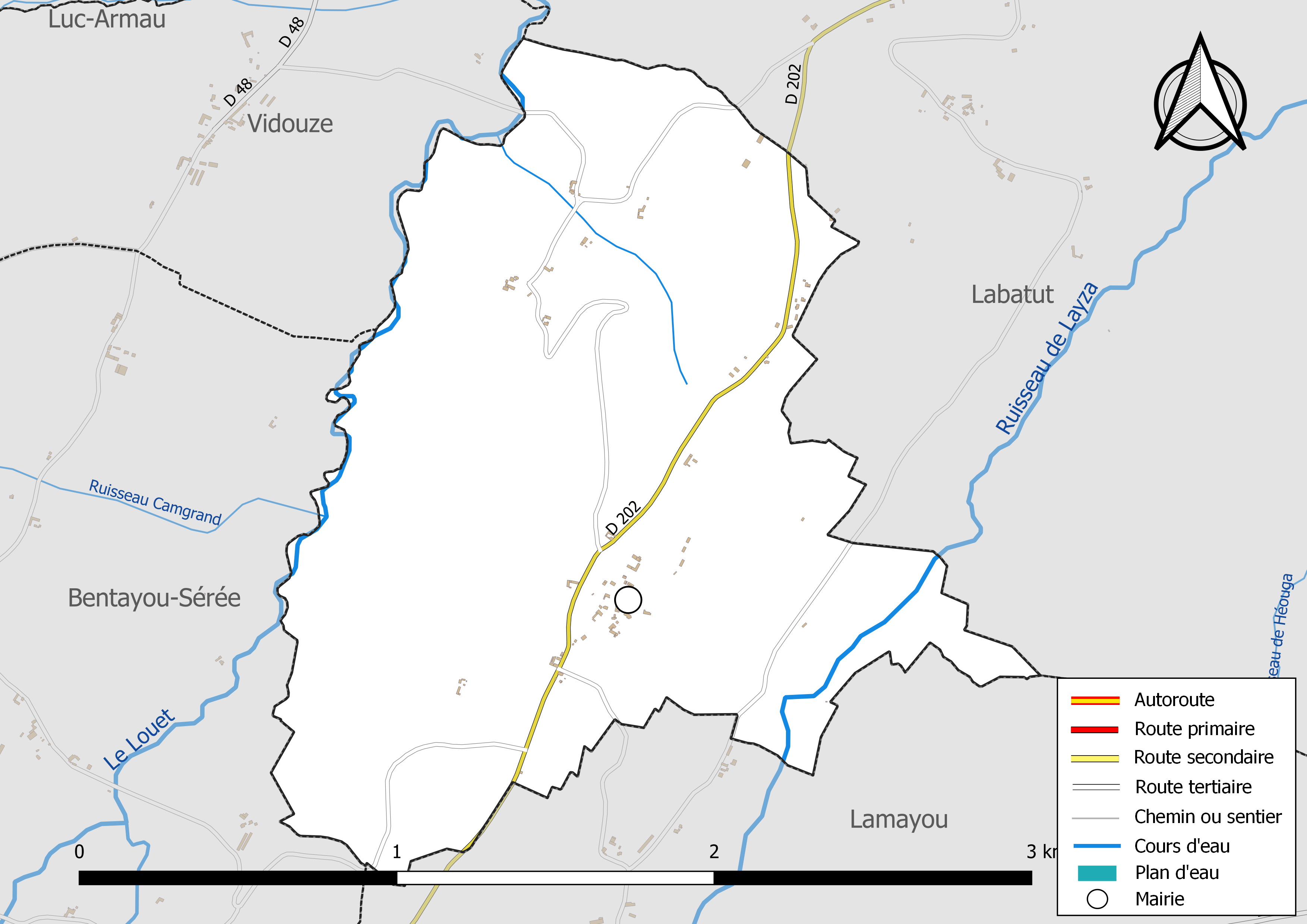
Réseaux hydrographique et routier de Castéra-Loubix.

La commune est drainée par le Louet, le Ayza, le ruisseau Camgrand et par deux petits cours d'eau, constituant un réseau hydrographique de 3 km de longueur totale,.
Le Louet, d'une longueur totale de 44,3 km, prend sa source dans la commune de Gardères et s'écoule du sud vers le nord. Il traverse la commune et se jette dans l'Adour à Castelnau-Rivière-Basse, après avoir traversé 22 communes.
Le Ayza, d'une longueur totale de 27,5 km, prend sa source dans la commune de Montaner et s'écoule du sud vers le nord. Il traverse la commune et se jette dans le Louet à Hères, après avoir traversé 13 communes.

### Climat
Pour des articles plus généraux, voir Climat de la Nouvelle-Aquitaine et Climat des Pyrénées-Atlantiques.
Historiquement, la commune est exposée à un climat de montagne.  
En 2020, Météo-France publie une typologie des climats de la France métropolitaine dans laquelle la commune est toujours exposée à un climat de montagne et est dans la région climatique Pyrénées atlantiques, caractérisée par une pluviométrie élevée (>1 200 mm/an) en toutes saisons, des hivers très doux (7,5 °C en plaine) et des vents faibles.
Pour la période 1971-2000, la température annuelle moyenne est de 12,8 °C, avec une amplitude thermique annuelle de 14,2 °C. Le cumul annuel moyen de précipitations est de 1 062 mm, avec 11,1 jours de précipitations en janvier et 7,9 jours en juillet. Pour la période 1991-2020, la température moyenne annuelle observée sur la station météorologique la plus proche, située sur la commune de Vic-en-Bigorre à 7,26 km à vol d'oiseau, est de 13,1 °C et le cumul annuel moyen de précipitations est de 937,3 mm,. Pour l'avenir, les paramètres climatiques de la commune estimés pour 2050 selon différents scénarios d’émission de gaz à effet de serre sont consultables sur un site dédié publié par Météo-France en novembre 2022.

### Milieux naturels et biodiversité
Aucun espace naturel présentant un intérêt patrimonial n'est recensé sur la commune dans l'inventaire national du patrimoine naturel,,.

## Urbanisme

### Typologie
Au 1er janvier 2024, Castéra-Loubix est catégorisée commune rurale à habitat très dispersé, selon la nouvelle grille communale de densité à sept niveaux définie par l'Insee en 2022.
Elle est située hors unité urbaine et hors attraction des villes,.

### Occupation des sols

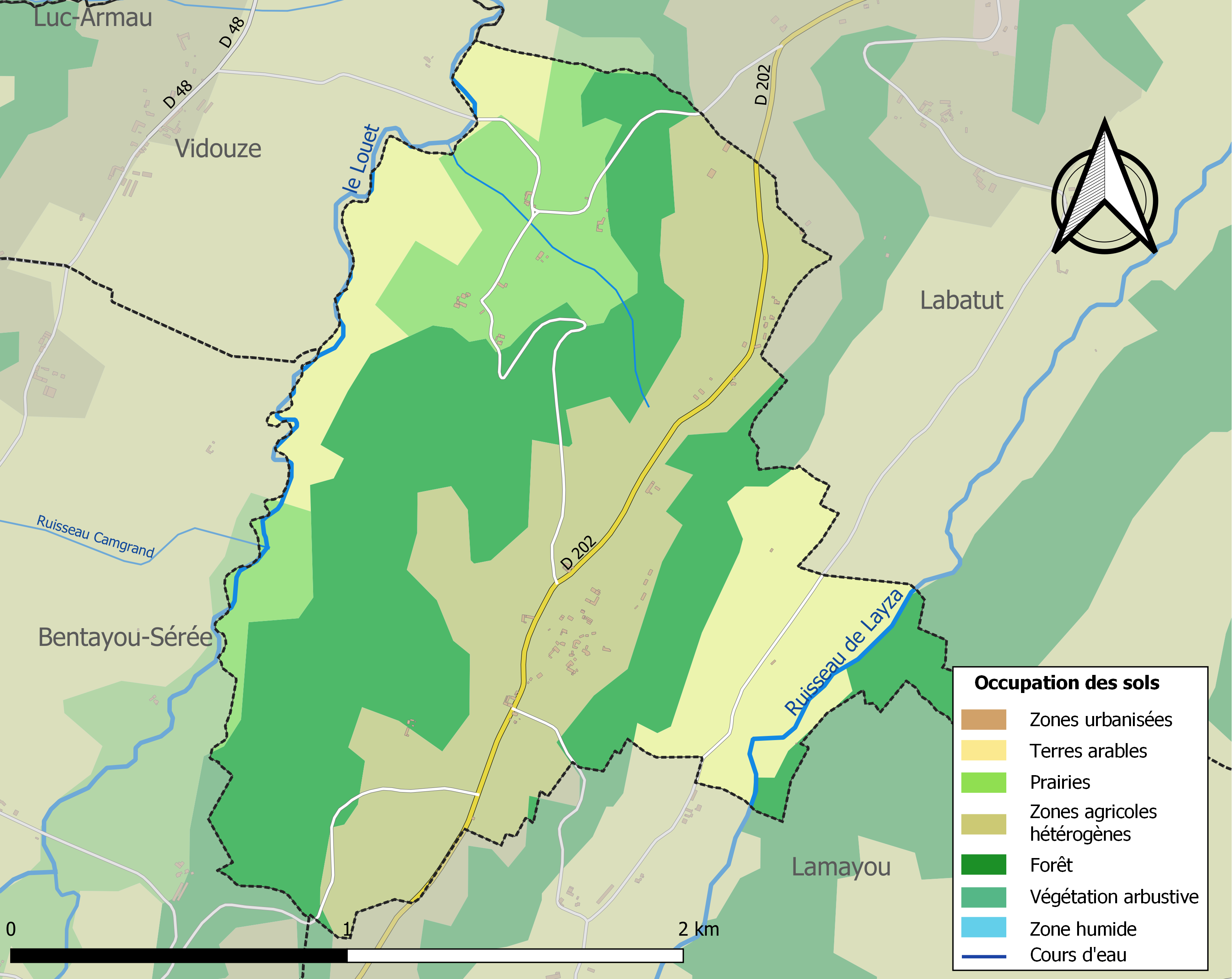
Carte des infrastructures et de l'occupation des sols de la commune en 2018 (CLC).

L'occupation des sols de la commune, telle qu'elle ressort de la base de données européenne d’occupation biophysique des sols Corine Land Cover (CLC), est marquée par l'importance des territoires agricoles (61,6 % en 2018), une proportion identique à celle de 1990 (61,6 %). La répartition détaillée en 2018 est la suivante : 
forêts (38,4 %), zones agricoles hétérogènes (30,7 %), terres arables (18,4 %), prairies (12,5 %). L'évolution de l’occupation des sols de la commune et de ses infrastructures peut être observée sur les différentes représentations cartographiques du territoire : la carte de Cassini (XVIIIe siècle), la carte d'état-major (1820-1866) et les cartes ou photos aériennes de l'IGN pour la période actuelle (1950 à aujourd'hui).

### Lieux-dits et hameaux
- Castéra ;
- Castéra-le Bois ;
- Castéra-Tisné ;
- Loubix.

### Voies de communication et transports
La commune est desservie par la route départementale 202.

### Risques majeurs
Le territoire de la commune de Castéra-Loubix est vulnérable à différents aléas naturels : météorologiques (tempête, orage, neige, grand froid, canicule ou sécheresse), inondations et séisme (sismicité modérée). Il est également exposé à un risque technologique, la rupture d'un barrage. Un site publié par le BRGM permet d'évaluer simplement et rapidement les risques d'un bien localisé soit par son adresse soit par le numéro de sa parcelle.

#### Risques naturels
Certaines parties du territoire communal sont susceptibles d’être affectées par le risque d’inondation par une crue à  débordement lent de cours d'eau, notamment le Louet et le ruisseau de Layza. La commune a été reconnue en état de catastrophe naturelle au titre des dommages causés par les inondations et coulées de boue survenues en 1982, 1989 et 2009,.

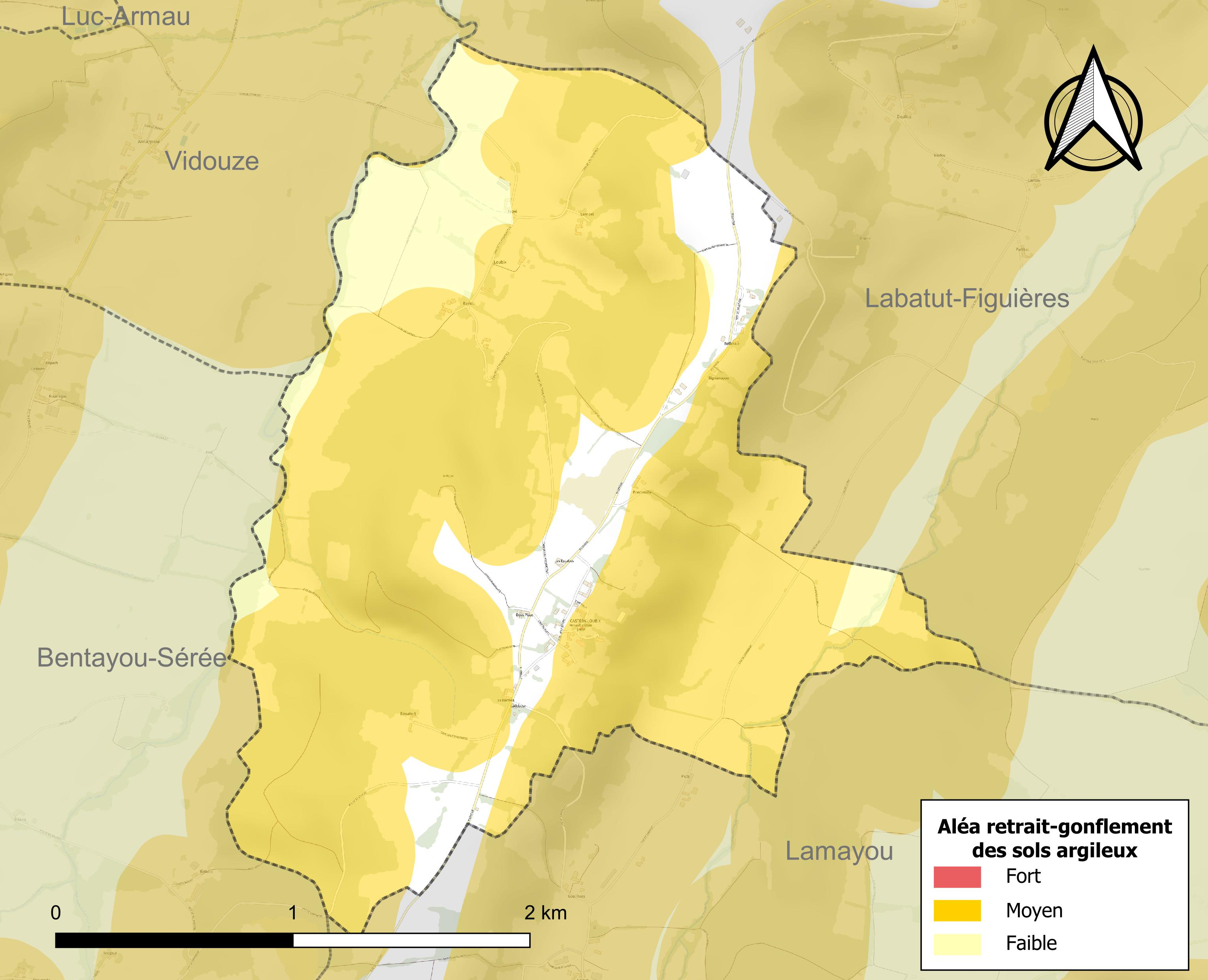
Carte des zones d'aléa retrait-gonflement des sols argileux de Castéra-Loubix.

Le retrait-gonflement des sols argileux est susceptible d'engendrer des dommages importants aux bâtiments en cas d’alternance de périodes de sécheresse et de pluie. 78,7 % de la superficie communale est en aléa moyen ou fort (59 % au niveau départemental et 48,5 % au niveau national). Depuis le 1er octobre 2020, en application de la loi ELAN, différentes contraintes s'imposent aux vendeurs, maîtres d'ouvrages ou constructeurs de biens situés dans une zone classée en aléa moyen ou fort,.

#### Risque technologique
La commune est en outre située en aval de barrages de classe A. À ce titre elle est susceptible d’être touchée par l’onde de submersion consécutive à la rupture de cet ouvrage.

## Toponymie
Le toponyme Castéra apparaît sous les formes 
Casteraa et  Castelar (respectivement 1385 et XIVe siècle, censier de Béarn), 
Lo Casteraa et Lobixs (1429, censier de Montaner), 
Lo Casterra et Lo Casterar (respectivement 1546 et 1549, réformation de Béarn), 
Le Castéra au Vicbilh (1778, dénombrement de Pontacq) et 
Castera (1793 et 1801, Bulletin des Lois pour la deuxième référence).
Le toponyme Loubix, ancien village de Castéra, apparaît sous les formes 
Lobix et Lobis (respectivement 1385 et XIVe siècle, censier de Béarn), 
Lobixs (1429, censier de Montaner), 
Loubis (1673, réformation de Béarn).
Son nom béarnais est Casterar-Lobish ou Castera-Loubich.

## Histoire
Paul Raymond note qu'en 1385, Castéra comptait quatorze feux et Loubix un seul. Les deux communes dépendaient alors du bailliage de Montaner. Le fief de Castéra était vassal de la vicomté de Béarn.
Loubix s'est unie à Castéra le 30 décembre 1848.

## Politique et administration
| Période                                  | Période  | Identité              | Étiquette | Qualité |
| ---------------------------------------- | -------- | --------------------- | --------- | ------- |
| Les données manquantes sont à compléter. |          |                       |           |         |
| 1995                                     | 2008     | Jean Latrille         |           |         |
| 2008                                     | En cours | Jean-Marc Tisne-Daban |           |         |

### Intercommunalité
Castéra-Loubix fait partie de quatre structures intercommunales :
- le SIVOM du canton de Montaner ;
- le syndicat d'énergie des Pyrénées-Atlantiques ;
- le syndicat intercommunal à vocation scolaire du Palay ;
- le syndicat intercommunal d'alimentation en eau potable (SIAEP) du Vic-Bilh Montanérès.

## Population et société

### Démographie
L'évolution du nombre d'habitants est connue à travers les recensements de la population effectués dans la commune depuis 1793. Pour les communes de moins de 10 000 habitants, une enquête de recensement portant sur toute la population est réalisée tous les cinq ans, les populations de référence des années intermédiaires étant quant à elles estimées par interpolation ou extrapolation. Pour la commune, le premier recensement exhaustif entrant dans le cadre du nouveau dispositif a été réalisé en 2005.

En 2022, la commune comptait 51 habitants, en évolution de −5,56 % par rapport à 2016 (Pyrénées-Atlantiques : +3,78 %, France hors Mayotte : +2,11 %).
| 1793 | 1800 | 1806 | 1821 | 1831 | 1836 | 1841 | 1846 | 1851 |
| ---- | ---- | ---- | ---- | ---- | ---- | ---- | ---- | ---- |
| 157  | 156  | 209  | 173  | 159  | 172  | 213  | 216  | 222  |

| 1856 | 1861 | 1866 | 1872 | 1876 | 1881 | 1886 | 1891 | 1896 |
| ---- | ---- | ---- | ---- | ---- | ---- | ---- | ---- | ---- |
| 218  | 192  | 193  | 174  | 162  | 170  | 161  | 153  | 122  |

| 1901 | 1906 | 1911 | 1921 | 1926 | 1931 | 1936 | 1946 | 1954 |
| ---- | ---- | ---- | ---- | ---- | ---- | ---- | ---- | ---- |
| 112  | 113  | 128  | 105  | 107  | 89   | 80   | 59   | 51   |

| 1962 | 1968 | 1975 | 1982 | 1990 | 1999 | 2005 | 2006 | 2010 |
| ---- | ---- | ---- | ---- | ---- | ---- | ---- | ---- | ---- |
| 55   | 57   | 53   | 48   | 43   | 50   | 57   | 54   | 54   |

| 2015 | 2020 | 2022 | - | - | - | - | - | - |
| ---- | ---- | ---- | - | - | - | - | - | - |
| 55   | 51   | 51   | - | - | - | - | - | - |

## Culture locale et patrimoine

### Patrimoine civil
Castéra-Loubix présente un ensemble de fermes des XVIIIe et XIXe siècles.

### Patrimoine religieux
L'église Saint-Michel, de Castéra, date partiellement du haut Moyen Âge. L'église Saint-André, à Loubix, date, quant à elle, du XIe siècle. Ces deux églises recèlent du mobilier,, des tableaux, des statues, et des objets inscrits à l'inventaire général du patrimoine culturel.